# Cerapachys pruinosus
Cerapachys pruinosus é uma espécie de formiga do gênero Cerapachys.